# Navarredonda de la Rinconada
Navarredonda de la Rinconada település Spanyolországban, Salamanca tartományban. Navarredonda de la Rinconada Tejeda y Segoyuela, Escurial de la Sierra, San Miguel de Valero, La Bastida és La Rinconada de la Sierra községekkel határos. Lakosainak száma 151 fő (2024).

## Népesség
A település népessége az elmúlt években az alábbi módon változott:
| Lakosok száma | 276  | 268  | 244  | 217  | 203  | 194  | 173  | 169  | 163  | 151  |
|               | 2001 | 2004 | 2007 | 2009 | 2012 | 2014 | 2017 | 2019 | 2022 | 2024 |